# Aeroportul Jasper County
Aeroportul Jasper County (IATA: RNZ, ICAO: KRZL, FAA LID: RZL) este un aeroport din Indiana, Statele Unite ale Americii ce deservește zona Jasper County⁠(d). Aeroportul a fost tranzitat în 2017 de 4 pasageri. A fost numit după zona deservită.
Situat la o altitudine de 213 m, aeroportul dispune de 2 piste.

## Infrastructură

### Piste
Aeroportul dispune de 2 piste. Pista 18/36 are suprafața de beton și dimensiunile 4.000 picioare × 60 picioare. Pista 09/27 are suprafața de Iarbă și dimensiunile 1.450 picioare × 150 picioare. 